# ターナー比邑郁
ターナー比邑郁（たーなーひゅうが、英語: Hyuga Tanner, 1997年4月15日 - ）は、オーストラリア・シドニー出身のサッカー選手。

## クラブ経歴
オーストラリアのシドニー生まれ。14歳の頃にイングランドのブラックバーン・ローヴァーズFCのユースチームに加入する。その後2016年にはボルトン・ワンダラーズFCのユースチームに加入した。
2017年11月にウェルシュ・プレミアリーグのバラ・タウンFCに加入した。バラでは5試合に出場した。
2018年2月にノーザンプレミアリーグ・ディヴィジョン1・ノース(イングランド8部リーグ)のバンバー・ブリッジFCに加入した。チームでは昇格を経験した。
2018年10月にノーザンプレミアリーグ・ディヴィジョン1・ノースのクリズローFCに移籍した。

## 代表歴
U-17のオーストラリア代表に招集経験がある。

## 人物
母親が日本人の日豪ハーフである。

## 所属クラブ
ユース
- ブラックバーン・ローヴァーズFC -2016
- ボルトン・ワンダラーズFC 2016-2017

プロ
- バラ・タウンFC 2017-2018
- バンバー・ブリッジFC 2018
- クリズローFC 2018-